# Who's Last
Who's Last je druhé živé album britské kapely The Who. Bylo nahráno v roce 1982 během "rozlučkového turné" kapely. Tudíž mělo být "posledním" albem The Who. Většina alba byla nahrána během koncertu 14. prosince v Richfield Coliseum v Clevelandu, což byl jejich "poslední koncert v USA" (jak lze slyšet Petea Townshenda po "Won't Get Fooled Again"). Dvě další skladby ("Magic Bus" a "Summertime Blues") jsou z koncertu 20. října v Seattlu, jedna ("Substitute") je ze San Diega z 27. října a jedna ("Behind Blue Eyes") z East Rutherfordu v New Jersey z 10. října.
Původně se mělo jednat o troj- až čtyřalbum, které by obsahovalo i nahrávky ze starších koncertů se zesnulým bubeníkem Keithem Moonem. Na naléhání nahrávací společnosti se však obsah omezil pouze na nahrávky z posledního turné.

## Seznam skladeb
Autorem všech skladeb je Pete Townshend, kromě uvedených výjimek.
Strana 1
1. "My Generation" – 3:23
2. "I Can't Explain" – 2:35
3. "Substitute" – 2:57
4. "Behind Blue Eyes" – 3:40
5. "Baba O'Riley" – 5:37

Strana 2
1. "Boris the Spider" (John Entwistle) – 2:41
2. "Who Are You" – 6:35
3. "Pinball Wizard" – 2:52
4. "See Me Feel Me/Listening to You" – 4:41

Strana 3
1. "Love Reign O'er Me" – 5:13
2. "Long Live Rock" – 3:34
3. "Reprise" – 1:38
4. "Won't Get Fooled Again" – 11:21

Strana 4
1. "Doctor Jimmy" – 4:56
2. "Magic Bus" – 6:54
3. "Summertime Blues" (Eddie Cochran, Jerry Capehart) – 3:07
4. "Twist and Shout" (Phil Medley, Bert Russell) – 3:59